# Rudolf Mitlöhner
Rudolf Mitlöhner (* 19. Juni 1965 in Wien) ist ein österreichischer Journalist.

## Leben
Nach seiner Matura am Schottengymnasium studierte Mitlöhner katholische Theologie in Wien und Graz und schloss mit einer Arbeit über die Zukunftsdimension des christlichen Glaubens: Überlegungen zum Thema Erwartung und Hoffnung ab. Von 1990 bis 1994 arbeitete er als Assistent der Katholischen Hochschulgemeinde Graz. Von 1994 bis 1996 war er für Außenpolitik zuständiger Redakteur der Kleinen Zeitung, von 1996 bis 1999 Politikredakteur der Wochenzeitung Die Furche. Es folgten zwei Jahre als Kulturredakteur bei der Tageszeitung Die Presse. Von Oktober 2001 bis Mai 2008 war er Chefredakteur der Furche, danach bis 2012 stellvertretender Chefredakteur unter Chefredakteur Claus Reitan. Von 2013 bis Juli 2019 stand er erneut an der Spitze der Redaktion und wurde von Doris Helmberger-Fleckl abgelöst. Anschließend wechselte er zum Kurier.
Ebenfalls war er Mitglied im Präsidium des Friedrich Funder Instituts, der ÖVP-Medienschule.
Mitlöhner ist verheiratet und Vater von drei Kindern.

## Kritik
Nachdem das Parlament am Internationalen Tag gegen Homo-, Bi-, Inter- und Transphobie 2021 die Regenbogenfahne gehisst hatte, kritisierte Mitlöhner dafür Parlamentspräsident Wolfgang Sobotka (ÖVP) in einem Facebook-Posting, da „die Regenbogenfahne nicht, wie immer behauptet, ein Zeichen der Toleranz, sondern – im Gegenteil – ein Kampfsymbol einer radikalen gesellschaftspolitischen Agenda ist, die wie vieles von ,links', im Gewand harmloser Menschenfreundlichkeit daher“ komme. Mitlöhner löschte dieses Posting und hielt in einer Stellungnahme fest, dass er sich „natürlich ganz klar von jeder Art von Diskriminierung Homosexueller“ distanziere, die LGBTQ-Bewegung jedoch eine Agenda verfolge, die „weit über das berechtigte Anliegen der Nichtdiskriminierung hinausgeht: das reicht weit in die Gesellschafts- und Familienpolitik hinein, betrifft Fragen der (Sexual-)Pädagogik und natürlich der gesamten Gender-Debatte.“ Es müsse möglich sein, an dieser Agenda „Kritik zu üben, ohne der 'Homophobie' geziehen zu werden.“ Die parlamentarischen LGBTIQ-Sprecher Ewa Ernst-Dziedzic, Mario Lindner, Nico Marchetti und Yannick Shetty sprachen sich für das Hissen der Regenbogenflagge aus und kritisierten in diesem Zusammenhang Mitlöhners Facebook-Kommentar.